# Castro de Elviña
 (décembre 2018).
Si vous disposez d'ouvrages ou d'articles de référence ou si vous connaissez des sites web de qualité traitant du thème abordé ici, merci de compléter l'article en donnant les références utiles à sa vérifiabilité et en les liant à la section « Notes et références ».
Le Castro de Elviña est une fortification résidentielle caractéristique de la culture des castros du nord ouest de la péninsule Ibérique. Il est situé dans la paroisse de San Vicente de Elviña
à proximité du campus Elviña de l'université de La Corogne, sur une élévation qui domine les vallées des rivières Elviña et Mesoiro.

## Fouilles archéologiques
Les premières fouilles datent des années 1940. 
- 1947 - 1952 : fouilles dirigées par José María Luengo et Luis Monteagudo
- 1980 - 1985 : fouilles dirigées par Felipe Senén López Gómez et promues par l'institut d'études galiciennes "Padre Sarmiento", (Instituto de Estudios Gallegos "Padre Sarmiento"). Ces fouilles sont plutôt centrées sur la récupération et la valorisation de ce qui a déjà été découvert, que sur de nouvelles explorations. À l'issue de ces deux campagnes de fouilles le castro était en parfait état.
- 2002 : nouvelles fouilles.